# Glaresis thiniensis
Glaresis thiniensis es una especie de coleóptero de la familia Glaresidae.

## Distribución geográfica
Habita en la España peninsular.